# Philosophenweg

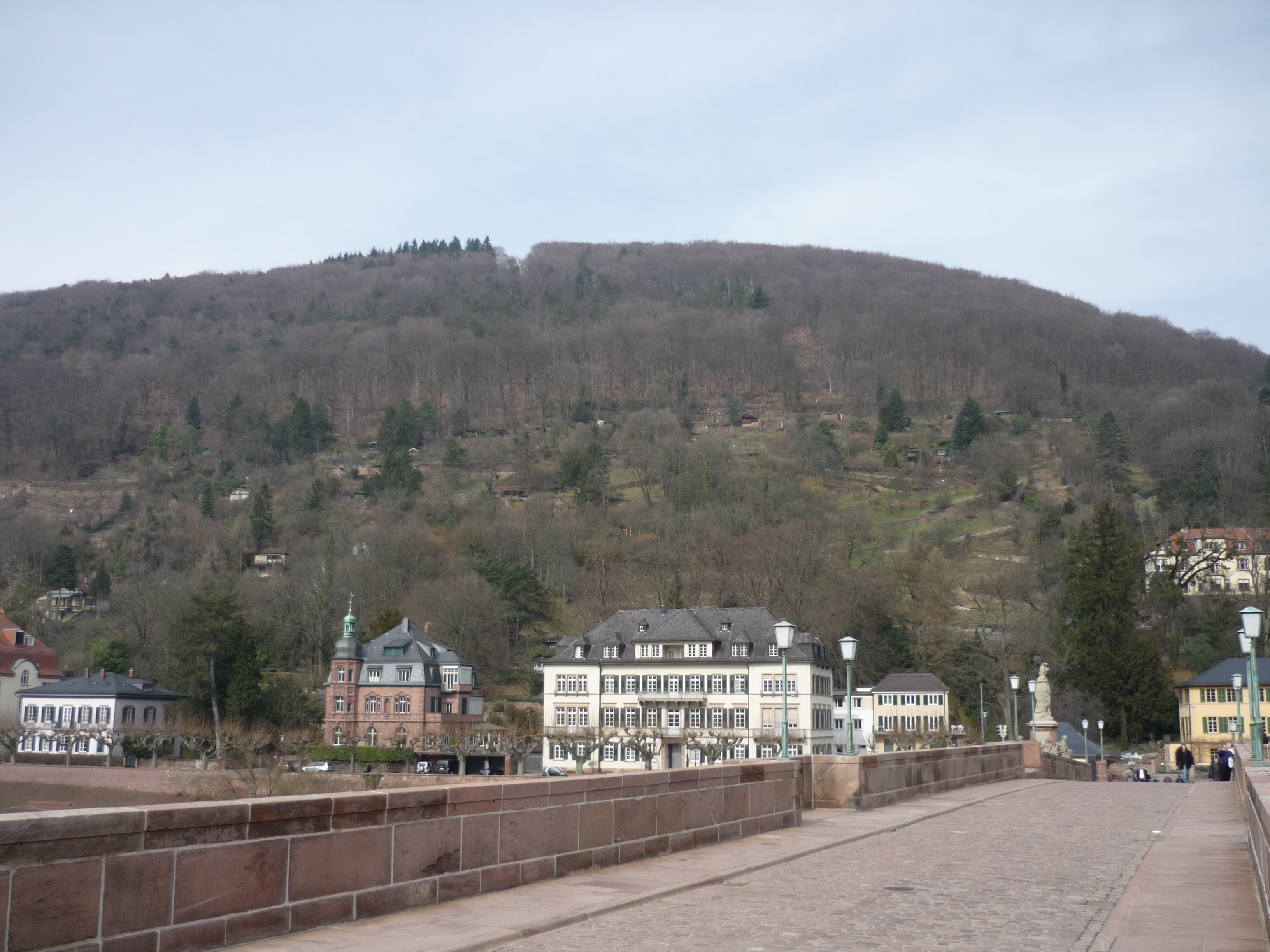
Vista do Philosophenweg com o Schlangenweg (direita)

O Philosophenweg é uma estrada de aproximadamente dois quilômetros de comprimento, com grande variação de altura principalmente em seu início, ligando o bairro de Heidelberg Neuenheim com o Heiligenberg. Fica assim diretamente em frente ao Castelo de Heidelberg no Königstuhl, do lado oposto ao rio Neckar, sendo uma das atrações turísticas da cidade.

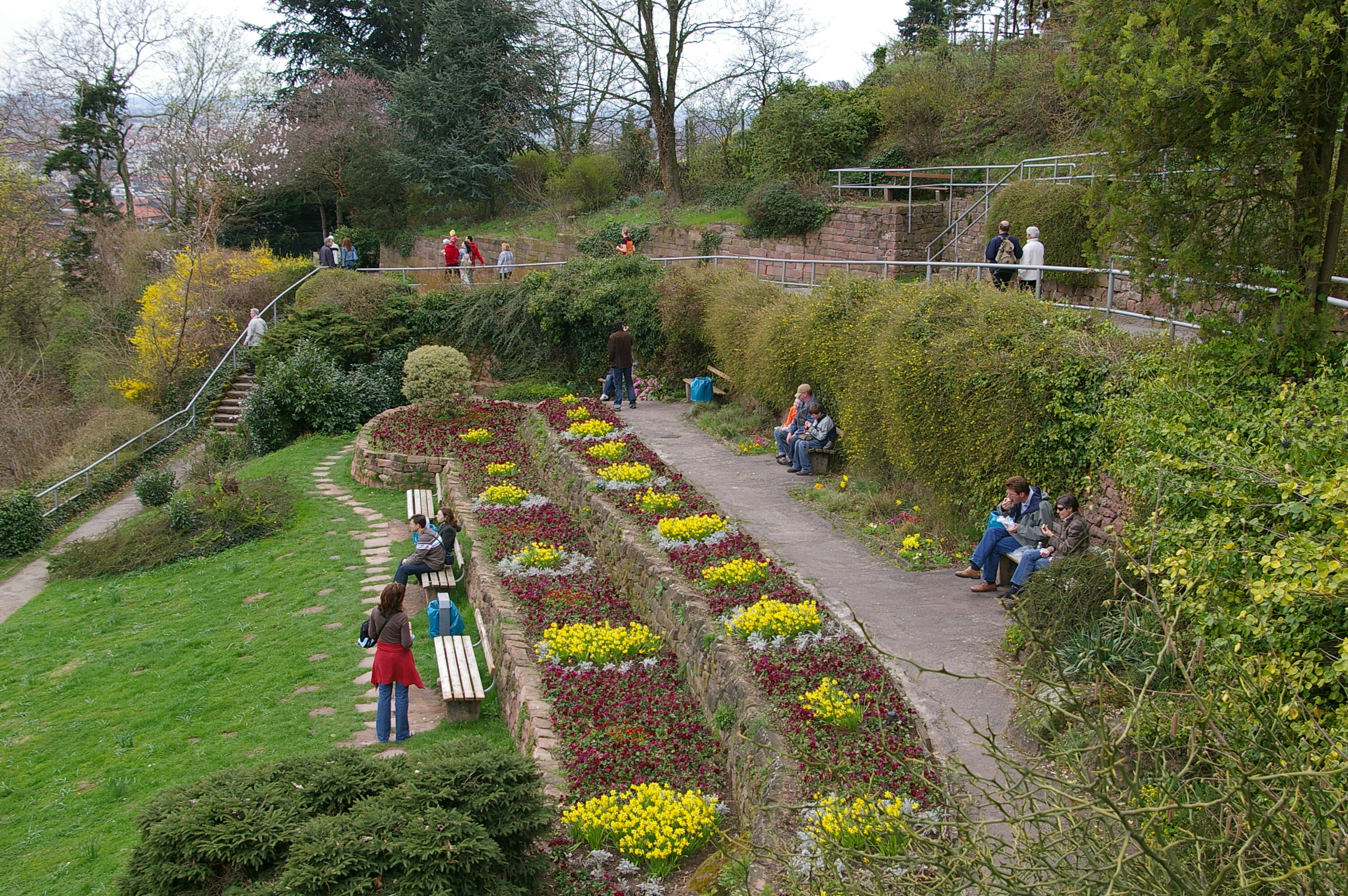
Jardim no Philosophenweg

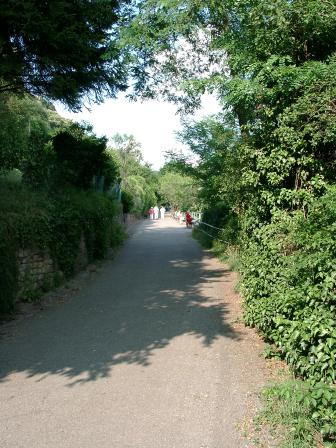
Vista ao longo do Philosophenweg